# كريستوف دوغاري
كريستوف جيروم دوغاري (24 مارس 1972

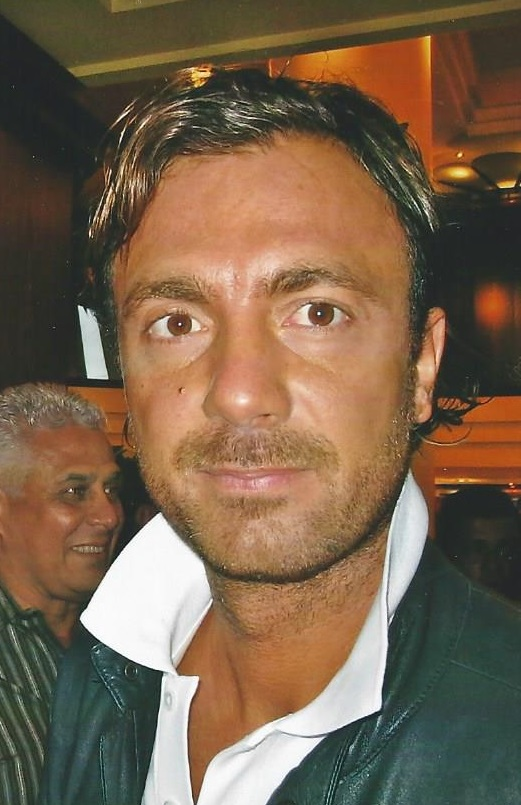
كريستوف دوغاري

 في لورمونت) (بالفرنسية: Christophe Jérôme Dugarry)‏ لاعب كرة قدم فرنسي معتزل كان يجيد اللعب في مركز المهاجم . أبرز إنجازاته الفوز ببطولة كأس العالم 1998 وبطولة كأس الأمم الأوروبية 2000 مع منتخب فرنسا .
لعب دوغاري في أندية بوردو (1988-1996) إيه سي ميلان (1996-1997) برشلونة (1997-1998) مرسيليا (1998-2000) بوردو مجددا (2000-2003) برمنغهام سيتي بالإعارة (2003) برمنغهام سيتي (2003-2004) نادي قطر (2004-2005) .
ساهم دوغاري في تتويج نادي بوردو ببطولة دوري الدرجة الثانية موسم 1991/1992 وكأس انترتوتو 1995 وكأس الدوري الفرنسي موسم 2001/2002 كما ساهم في تتويج نادي برشلونة ببطولة دوري الدرجة الأولى موسم 1997/1998 .
شارك دوغاري مع منتخب فرنسا في 55 مباراة دولية مسجلا 8 أهداف في الفترة من 1994 إلى 2002 . أول مباراة دولية كانت أمام منتخب أستراليا وديا في 26 مايو 1994 انتهت بالفوز 1/0 .
تم استدعاء دوغاري للمشاركة في بطولة كأس العالم لكرة القدم 1998 التي أقيمت في بلاده . شارك دوغاري بديلا في المباراة الأولى أمام منتخب جنوب أفريقيا ولكنه استطاع تسجيل الهدف الأول في الدقيقة 34 وانتهت بالفوز 3/0 . في المباراة الثانية شارك أساسيا أمام منتخب السعودية ولكنه لم يفعل شيئا واستبدل وانتهت بالفوز 4/0 . غاب عن المباريات الأربع التالية أمام منتخبات الدنمارك ، الباراغواي ، إيطاليا ، وكرواتيا ولكنه عاد بديلا في المباراة النهائية أمام منتخب البرازيل والتي انتهت بالفوز 3/0 .
تم استدعاء دوغاري مجددا للمشاركة في بطولة كأس الأمم الأوروبية لكرة القدم 2000 التي أقيمت في هولندا وبلجيكا معا . استطاع دوغاري تسجيل هدف في مرمى منتخب هولندا في المباراة الثالثة من الدور الأول وانتهت بالخسارة 2/3 . في نهاية البطولة توج منتخب فرنسا بالبطولة بعد فوزه على منتخب إيطاليا 2/1 . تم استدعاء دوغاري مجددا للمشاركة في بطولة كأس القارات 2001 التي أقيمت في كوريا الجنوبية واليابان معا وتوج فيها منتخب فرنسا بطلا بعد فوزه في المباراة النهائية على منتخب اليابان 1/0 .
قرر دوغاري خوض آخر مبارياته الدولية مع منتخب فرنسا في بطولة كأس العالم لكرة القدم 2002 التي أقيمت في كوريا الجنوبية واليابان معا ولكنها جاءت مخيبة للآمال . لعب دوغاري في المباراة الأولى أمام منتخب السنغال بديلا ولكنه خسر 0/1 كما شارك بديلا في المباراة الثانية أمام منتخب الأوروغواي وانتهت بالتعادل 0/0 . في المباراة الثالثة شارك أساسيا أمام منتخب الدنمارك ولكنه لم يفعل شيء وتم استبداله وانتهت بالخسارة 0/2 .

## روابط خارجية
- كريستوف دوغاري على موقع الاتحاد الدولي (مؤرشف)  (الإنجليزية)
- كريستوف دوغاري على موقع قاعدة بيانات كرة القدم.إي يو (الإنجليزية)
- كريستوف دوغاري على موقع بيانات كرة القدم. دي إي (الألمانية)
- كريستوف دوغاري على موقع ليكيب (الفرنسية)
- كريستوف دوغاري على موقع ناشيونال فوتبول تيمز (الإنجليزية)
- كريستوف دوغاري على موقع Soccerbase.com (لاعب) (الإنجليزية)
- كريستوف دوغاري على موقع Soccerway.com (الإنجليزية)
- كريستوف دوغاري على موقع عالم كرة القدم.نت (الإنجليزية)
- كريستوف دوغاري على موقع كووورة